# Tour de Langkawi 2008
Il Tour de Langkawi 2008, tredicesima edizione della corsa, si svolse dal 9 al 17 febbraio su un percorso di 1378 km ripartiti in 9 tappe. Fu vinto dal moldavo Ruslan Ivanov della Serramenti PVC Diquigiovanni-Androni Giocattoli davanti al francese Matthieu Sprick e allo spagnolo Gustavo César Veloso.

## Tappe
| Tappa  | Data        | Percorso                      | km    | Vincitore di tappa | Leader cl. generale |
| ------ | ----------- | ----------------------------- | ----- | ------------------ | ------------------- |
| 1ª     | 9 febbraio  | Alor Setar > Kepala Batas     | 182,6 | Matthieu Sprick    | Matthieu Sprick     |
| 2ª     | 10 febbraio | Butterworth > Sitiawan        | 159,7 | Jeremy Hunt        | Matthieu Sprick     |
| 3ª     | 11 febbraio | Sitiawan > Banting            | 209,4 | Won Jae Lee        | Matthieu Sprick     |
| 4ª     | 12 febbraio | Port Dickson > Batu Pahat     | 169   | Danilo Hondo       | Matthieu Sprick     |
| 5ª     | 13 febbraio | Johor Bahru > Bandar Penawar  | 139,9 | Alberto Loddo      | Matthieu Sprick     |
| 6ª     | 14 febbraio | Bandar Penawar > Kuala Rompin | 182   | José Serpa         | Matthieu Sprick     |
| 7ª     | 15 febbraio | Kuala Rompin > Kuantan        | 127,6 | Alexandre Usov     | Mitchell Docker     |
| 8ª     | 16 febbraio | Temerloh > Bukit Fraser       | 127   | Filippo Savini     | Ruslan Ivanov       |
| 9ª     | 17 febbraio | Kuala Lumpur > Kuala Lumpur   | 80,4  | Mauro Abel Richeze | Ruslan Ivanov       |
| Totale | Totale      | Totale                        | 1378  |                    |                     |

## Dettagli delle tappe

### 1ª tappa
- 9 febbraio: Alor Setar > Kepala Batas – 182,6 km

| Pos. | Corridore       | Squadra        | Tempo    |
| ---- | --------------- | -------------- | -------- |
| 1    | Matthieu Sprick | Bouygues       | 4h10'55" |
| 2    | Mitchell Docker | Drapac Porsche | a 3"     |
| 3    | Diego Nosotti   | NGC Medical    | s.t.     |

| Pos. | Corridore       | Squadra        | Tempo    |
| ---- | --------------- | -------------- | -------- |
| 1    | Matthieu Sprick | Bouygues       | 4h10'45" |
| 2    | Mitchell Docker | Drapac Porsche | a 5"     |
| 3    | Matthew Wilson  | Team Type 1    | a 7"     |

### 2ª tappa
- 10 febbraio: Butterworth > Sitiawan – 159,7 km

| Pos. | Corridore            | Squadra         | Tempo    |
| ---- | -------------------- | --------------- | -------- |
| 1    | Jeremy Hunt          | Crédit Agricole | 3h34'36" |
| 2    | Matteo Priamo        | CSF Group       | s.t.     |
| 3    | Gustavo César Veloso | Xacobeo Galicia | s.t.     |

| Pos. | Corridore            | Squadra         | Tempo    |
| ---- | -------------------- | --------------- | -------- |
| 1    | Matthieu Sprick      | Bouygues        | 7h45'27" |
| 2    | Gustavo César Veloso | Xacobeo Galicia | a 3"     |
| 3    | Mitchell Docker      | Drapac Porsche  | s.t.     |

### 3ª tappa
- 11 febbraio: Sitiawan > Banting – 209,4 km

| Pos. | Corridore     | Squadra       | Tempo    |
| ---- | ------------- | ------------- | -------- |
| 1    | Won Jae Lee   | Seoul Cycling | 4h37'43" |
| 2    | Anuar Manan   | Letua         | a 5"     |
| 3    | Yan Dong Xing | Trek          | s.t.     |

| Pos. | Corridore            | Squadra         | Tempo     |
| ---- | -------------------- | --------------- | --------- |
| 1    | Matthieu Sprick      | Bouygues        | 12h24'19" |
| 2    | Mitchell Docker      | Drapac Porsche  | a 3"      |
| 3    | Gustavo César Veloso | Xacobeo Galicia | s.t.      |

### 4ª tappa
- 12 febbraio: Port Dickson > Batu Pahat – 169 km

| Pos. | Corridore          | Squadra       | Tempo    |
| ---- | ------------------ | ------------- | -------- |
| 1    | Danilo Hondo       | Diquigiovanni | 3h39'53" |
| 2    | Mauro Abel Richeze | CSF Group     | s.t.     |
| 3    | Marco Corsini      | NGC Medical   | s.t.     |

| Pos. | Corridore            | Squadra         | Tempo     |
| ---- | -------------------- | --------------- | --------- |
| 1    | Matthieu Sprick      | Bouygues        | 16h04'12" |
| 2    | Mitchell Docker      | Drapac Porsche  | a 1"      |
| 3    | Gustavo César Veloso | Xacobeo Galicia | a 3"      |

### 5ª tappa
- 13 febbraio: Johor Bahru > Bandar Penawar – 139,9 km

| Pos. | Corridore          | Squadra   | Tempo    |
| ---- | ------------------ | --------- | -------- |
| 1    | Alberto Loddo      | Tinkoff   | 3h07'53" |
| 2    | Mauro Abel Richeze | CSF Group | s.t.     |
| 3    | Aurélien Clerc     | Bouygues  | s.t.     |

| Pos. | Corridore            | Squadra         | Tempo     |
| ---- | -------------------- | --------------- | --------- |
| 1    | Matthieu Sprick      | Bouygues        | 19h12'05" |
| 2    | Mitchell Docker      | Drapac Porsche  | a 1"      |
| 3    | Gustavo César Veloso | Xacobeo Galicia | a 3"      |

### 6ª tappa
- 14 febbraio: Bandar Penawar > Kuala Rompin – 182 km

| Pos. | Corridore      | Squadra            | Tempo    |
| ---- | -------------- | ------------------ | -------- |
| 1    | José Serpa     | Diquigiovanni      | 4h26'43" |
| 2    | Alexandre Usov | AG2R               | s.t.     |
| 3    | Johnnie Walker | SouthAustralia.com | s.t.     |

| Pos. | Corridore            | Squadra         | Tempo     |
| ---- | -------------------- | --------------- | --------- |
| 1    | Matthieu Sprick      | Bouygues        | 23h43'16" |
| 2    | Mitchell Docker      | Drapac Porsche  | a 1"      |
| 3    | Gustavo César Veloso | Xacobeo Galicia | a 3"      |

### 7ª tappa
- 15 febbraio: Kuala Rompin > Kuantan – 127,6 km

| Pos. | Corridore           | Squadra                 | Tempo    |
| ---- | ------------------- | ----------------------- | -------- |
| 1    | Alexandre Usov      | AG2R                    | 2h52'56" |
| 2    | Hassan Maleki Mizan | Islamic Azad Univercity | s.t.     |
| 3    | Takashi Miyazawa    | Meitan Hompo            | s.t.     |

| Pos. | Corridore            | Squadra         | Tempo     |
| ---- | -------------------- | --------------- | --------- |
| 1    | Mitchell Docker      | Drapac Porsche  | 26h36'10" |
| 2    | Matthieu Sprick      | Bouygues        | a 2"      |
| 3    | Gustavo César Veloso | Xacobeo Galicia | a 5"      |

### 8ª tappa
- 16 febbraio: Temerloh > Bukit Fraser – 127 km

| Pos. | Corridore      | Squadra       | Tempo    |
| ---- | -------------- | ------------- | -------- |
| 1    | Filippo Savini | CSF Group     | 3h12'32" |
| 2    | Ruslan Ivanov  | Diquigiovanni | a 15"    |
| 3    | José Serpa     | Diquigiovanni | s.t.     |

| Pos. | Corridore            | Squadra         | Tempo     |
| ---- | -------------------- | --------------- | --------- |
| 1    | Ruslan Ivanov        | Diquigiovanni   | 29h49'06" |
| 2    | Matthieu Sprick      | Bouygues        | a 29"     |
| 3    | Gustavo César Veloso | Xacobeo Galicia | a 32"     |

### 9ª tappa
- 17 febbraio: Kuala Lumpur > Kuala Lumpur – 80,4 km

| Pos. | Corridore          | Squadra         | Tempo    |
| ---- | ------------------ | --------------- | -------- |
| 1    | Mauro Abel Richeze | CSF Group       | 1h31'22" |
| 2    | Jeremy Hunt        | Crédit Agricole | s.t.     |
| 3    | Enrico Rossi       | NGC Medical     | s.t.     |

| Pos. | Corridore            | Squadra         | Tempo     |
| ---- | -------------------- | --------------- | --------- |
| 1    | Ruslan Ivanov        | Diquigiovanni   | 31h20'28" |
| 2    | Matthieu Sprick      | Bouygues        | a 29"     |
| 3    | Gustavo César Veloso | Xacobeo Galicia | a 32"     |

## Classifiche finali

### Classifica generale
| Pos. | Corridore            | Squadra                                         | Tempo     |
| ---- | -------------------- | ----------------------------------------------- | --------- |
| 1    | Ruslan Ivanov        | Serramenti PVC Diquigiovanni-Androni Giocattoli | 31h20'28" |
| 2    | Matthieu Sprick      | Bouygues Télécom                                | a 29"     |
| 3    | Gustavo César Veloso | Xacobeo Galicia                                 | a 32"     |
| 4    | Jeremy Yates         |                                                 | a 36"     |
| 5    | Yauhen Sobal         | Tinkoff Credit Systems                          | a 48"     |
| 6    | Mitchell Docker      | Drapac Porsche Development Program              | a 56"     |
| 7    | Jackson Rodríguez    | Serramenti PVC Diquigiovanni-Androni Giocattoli | a 1'03"   |
| 8    | Jean Marc Marino     | Crédit Agricole                                 | a 1'09"   |
| 9    | Ian McLeod           | Team MTN                                        | a 1'44"   |
| 10   | Matthew Wilson       | Team Type 1                                     | a 1'48"   |